# Scotospilus nelsonensis
Scotospilus nelsonensis är en spindelart som först beskrevs av Forster 1970.  Scotospilus nelsonensis ingår i släktet Scotospilus och familjen panflöjtsspindlar. Inga underarter finns listade i Catalogue of Life.